# Sergius III.
Sergius III. (kolem roku 870? Řím – 14. duben 911 Řím) byl papežem katolické církve od 29. ledna 904 až do své smrti. Proslul zejména svou aktivní účastí na tzv. synodě mrtvých a nemorálním zločinným životem.

## Život a kariéra před pontifikátem
Byl spřízněný s tusculskou rodinou Conti. Papežem Marinem I. byl vysvěcen na podjáhna, Štěpánem V. na jáhna a papež Formosus ho jmenoval biskupem v Caere. Aktivně se zúčastnil tzv. synody mrtvých, na které byla za přítomnosti papeže Štěpána VI. souzena mrtvola papeže Formosa. Za to byl později papežem Janem IX. spolu s několika dalšími duchovními poslán do vyhnanství.

## Pontifikát
Sergius se stal papežem již roku 897, ale musel ustoupit Janu IX. V roce 904 provedl de facto převrat a papežského trůnu se zmocnil. K moci mu dopomohl mocný římský aristokrat Theofylakt, který sledoval vlastní zájmy. Pro toto období se někdy používá pojem pornokracie, který vyjadřuje podíl prostitutek na moci. S Theofylaktovou dcerou Maroziou Sergius III. pravděpodobně udržoval poměr a měl s ní zřejmě i syna. Dodnes nebylo potvrzeno (ale ani vyvráceno), jednalo-li se o Marozionina syna, který se později stal papežem Janem XI.
Sergius III. nechal obnovit baziliku sv. Jana Lateránského, která byla zničena zemětřeseními. Je též prvním papežem zpodobňovaným na stříbrných denárech s tiárou.

## Odkazy

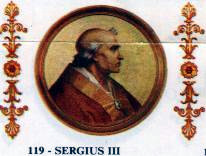
Portrét papeže Sergia III. v bazilice sv. Pavla za hradbami